# Fiodor Ouchakov
Pour les articles homonymes, voir Ouchakov.
Fiodor Fiodorovitch Ouchakov (en russe : Фёдор Фёдорович Ушаков), né le 24 février 1744 (selon le calendrier grégorien) à Bournakovo et mort le 14 octobre 1817 au monastère de Sanaksar, est un amiral russe. Il est aussi appelé Théodore Ouchakov ou saint Théodore l'Amiral. 
Amiral russe, il fut le plus illustre commandant des forces navales de la Russie impériale du XVIIIe siècle, connu pour n'avoir perdu aucune des 40 batailles auxquelles il a participé. Il est également reconnu comme l'un des artisans de la modernisation de la marine russe à cette époque.
Il quitte la marine en 1807 et se retire près du monastère de Sanaksar, dans l'actuelle Mordovie, où il passe modestement ses dernières années, dans la charité et en menant une vie profondément religieuse,. 
Il est canonisé par l'Église de Russie en 2001.

## Biographie
Il naît en 1744 dans le village de Bournakovo, dans le gouvernement de Iaroslavl, dans une famille de petite noblesse profondément religieuse[réf. souhaitée]. À l'âge de 16 ans, Fiodor Fiodorovitch Ouchakov quitte son village pour intégrer l'École navale du Corps des cadets de Saint-Pétersbourg, dont il sort diplômé en 1766.

### Carrière navale
Sa formation militaire terminée, Fiodor Fiodorovitch Ouchakov sert à bord d'une galère de la flotte de la Baltique.
En 1768, il est transféré à la flottille du Don (appartenant à la Flotte de la mer d'Azov), à Taganrog (1768-1775). Il participe à la guerre russo-turque (1768-1774). 
En 1780, Fiodor Fiodorovitch Ouchakov est promu au poste prestigieux de commandant en chef du navire impérial de Catherine II. Mais peu habitué aux intrigues de la Cour, il renonce rapidement à ce poste pour revenir à la marine de guerre. 
Il est alors promu au commandement du navire de guerre Viktor, qui est chargé de défendre la marine marchande russe en mer Méditerranée contre les attaques de pirates britanniques.
Après la conquête de la Crimée par la Russie (1783), Fiodor Fiodorovitch Ouchakov supervise personnellement la construction de la base navale de Sébastopol et des docks de Kherson.
Au cours de la guerre russo-turque (1787-1792), il a l'occasion de montrer ses talents militaires. Ouchakov emploie avec succès de nouvelles tactiques militaires qui diffèrent de celles habituellement utilisées, et qui lui valent de remporter de nombreuses et spectaculaires victoires. Cela lui vaut d'être promu contre-amiral en avril 1789, et de prendre le commandement de la flotte de la Mer noire en 1790. À cette époque, il est remarqué par ses hommes pour sa générosité. En 1792, alors que l'arrivée des soldes de ses marins a pris du retard, il décide de payer celles-ci de sa propre proche. 
En 1799, Fiodor Fiodorovitch Ouchakov est envoyé en Méditerranée afin de soutenir la campagne d'Italie du général Alexandre Souvorov. Au cours de cette expédition navale, il force les Français à se retirer des îles Ioniennes et réussit à s'emparer de Corfou, ville fortifiée.
La population locale grecque, de son côté, accueille Ouchakov en véritable libérateur. En récompense de ses mérites, il est promu Amiral la même année. 
Dans le même temps, il se rend à Malte, alors assiégée par les Anglais, pour offrir son assistance, les deux pays étant alliés contre les forces napoléoniennes. Les Anglais s'inquiètent de la concurrence grandissante des forces navales russes en Méditerranée. L'offre d'assistance est donc refusée, et Nelson tente d'écarter Ouchakov en lui proposant d'aller prendre part à la campagne d'Égypte. Ouchakov recevra finalement l'ordre de se retirer. 
Ouchakov bloquera également les troupes françaises dans les ports français en Italie, notamment à Gênes, il attaque également Naples et Rome.
Cependant, l'arrivée au pouvoir du Tsar Alexandre Ier de Russie change la destinée d'Ouchakov. Le nouveau Tsar sous-estime le rôle des forces navales, et n'apprécie pas les victoires d'Ouchakov à leur juste valeur. Ce dernier se voit attribuer un nouveau commandement, peu important, dans la Baltique.  
En conséquence, l'amiral en démissionne en 1807 et décide de se retirer près du monastère de Sanaksar dans l'actuelle Mordovie.

### Dernières années et mort

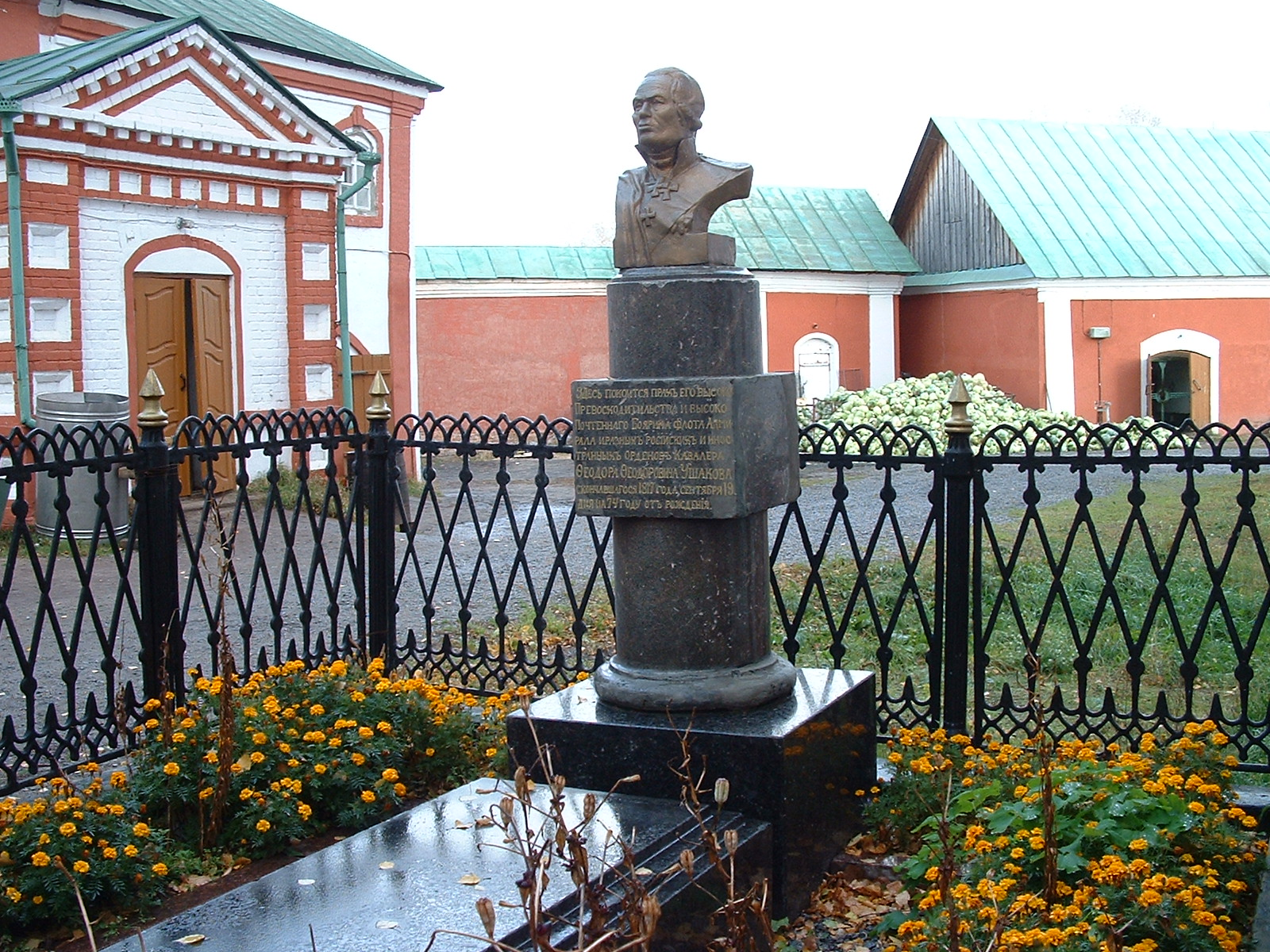
Tombe d'Ouchakov au monastère de Sanaksar.

Ouchakov vit à proximité du Monastère, où il dispose d'ailleurs d'une cellule monastique personnelle dans laquelle il se retire complètement à certaines périodes de l'année. Il consacre les dernières années de sa vie entièrement à l'Église et à la prière, et fait par ailleurs de généreuses donations en faveur des vétérans de la guerre et des démunis.  
Fiodor Fiodorovitch décède le 14 octobre 1817 et est inhumé au monastère de Sanaksar, où reposait déjà son oncle Ivan Ouchakov dit Théodore de Sanaksar.
Il a été canonisé en 2001 par l'Église orthodoxe russe, et est devenu le saint patron de la marine russe, après saint André[réf. souhaitée]. La cathédrale Saint-Théodore-Ouchakov de Saransk (en Mordovie) lui est consacrée.

## Hommages
- Ordre d'Ouchakov : le 3 mars 1944, le Præsidium du Soviet suprême de l'URSS crée l'Ordre Ouchakov qui, parmi d'autres décorations, furent préservées par la fédération de Russie après l'éclatement de l'URSS. Actuellement c'est l'une des plus hautes distinctions de la fédération de Russie.

- Médaille Ouchakov

## Lieux portant son nom
- En 1978, Le nom de 3010 Ouchakov ou 1978 sb5 fut donné à un astéroïde découvert par l'astronome soviétique Ludmilla Tcherny[7].

- L'Institut naval de Kaliningrad porte également son nom.

## Navires de guerre portant son nom
Plusieurs navires de guerre portèrent le nom de l'amiral Fiodor Fiodorovitch Ouchakov :
- Le cuirassé Amiral Ouchakov de la classe Amiral Ouchakov mis en service en 1895, sabordé lors de la bataille de Tsushima (28 mai 1905)
- Croiseur Amiral Ouchakov de la classe Sverdlov, lancé le 8 septembre 1953, mis au rebut en 1987
- Croiseur de bataille Amiral Ouchakov (croiseur, 1977) de la classe Kirov, lancé le 30 décembre 1980, mis au rebut en 1990.

## Canonisation
L'Église orthodoxe russe désigna Fiodor Fiodorovitch Ouchakov comme saint patron de la Marine russe (2000). Le patriarche Alexis II de Moscou le déclara saint patron des bombardiers nucléaires russes (2005). Ses reliques sont conservées à l'abbaye Sanaksar.
La société d'État Rostec a mis en œuvre un projet patriotique visant à amener les reliques de Fiodor Ouchakov de Mordovie dans les villes de Russie

## Distinctions
- Ordre de Saint-Vladimir (2e, 3e, 4e classe)
- 1792 : Ordre de Saint-Alexandre Nevski (avec diamants).
- Ordre de Saint-Georges (2e classe et 4e classe)
- Ordre de Saint-Jean de Jérusalem (Russie impériale)
- Ordre de Saint-Janvier